# Championnat de Tunisie de judo 2015
Les championnats de Tunisie de judo 2015 ont lieu le 8 février 2015 pour les compétitions individuelles par poids à Tunis et sont précédés par la compétition open, disputée à Sfax le 4 janvier 2015.

## Podiums

### Femmes
| Épreuves                          | Or                                                                                   | Argent                                                                                | Bronze |
| --------------------------------- | ------------------------------------------------------------------------------------ | ------------------------------------------------------------------------------------- | --- |
| Moins de 48 kg poids super-légers | Olfa Saoudi Association sportive de la manufacture de tabac de Kairouan              | Islam Boubakri Jeunesse féminine de judo de Kheireddine                               | Hanene Barhoumi Club Électro-Qods de judo de Kairouan Chaima Smati Club féminin de judo d’Oued Ellil                                  |
| Moins de 52 kg poids mi-légers    | Hela Ayari Espérance sportive de Tunis                                               | Raouia Dhahri Club féminin de judo d’Oued Ellil                                       | Abir Klaï Club féminin de judo d’Oued Ellil Meriem Jelidi Judo Club du Kef                                                            |
| Moins de 57 kg poids légers       | Nesria Jelassi Stade sportif sfaxien                                                 | Khouloud Cherni Jeunesse féminine de judo de Kheireddine                              | Senda Mansouri Association sportive de la manufacture de tabac de Kairouan Zohra Zarraï Club sportif des sports individuels de Mahrès |
| Moins de 63 kg poids mi-moyens    | Meriem Bjaoui Association des lionceaux des sports individuels de Kalâat el-Andalous | Fatma Dridi Association sportive de la jeunesse féminine                              | Sabrine Lahouel Club féminin de judo d’Oued Ellil Asma Bjaoui Association sportive de la manufacture de tabac de Kairouan             |
| Moins de 70 kg poids moyens       | Aïda Zayati Association des lionceaux des sports individuels de Kalâat el-Andalous   | Nihel Landolsi Association des lionceaux des sports individuels de Kalâat el-Andalous | Eya Kitar Association sportive Kaboudia de Chebba Asma Rebaï Association sportive de la manufacture de tabac de Kairouan              |
| Moins de 78 kg poids mi-lourds    | Narjes Ben Hmida Espérance sportive de Tunis                                         | Nourhen Herzi Club féminin de judo d’Oued Ellil                                       | Khouloud Torkhani Club féminin de judo d’Oued Ellil Samia Laâroussi Association sportive de la manufacture de tabac de Kairouan       |
| Plus de 78 kg poids lourds        | Heba Badreddine Club Électro-Qods de judo de Kairouan                                | Sawsan Esseddik Club Électro-Qods de judo de Kairouan                                 | Nermine Ellouz Club sportif de la sécurité nationale de la capitale Nivine Ben Ayed Club sportif de la police de circulation          |
| Open Toutes catégories            | Sarra Mzoughi Club féminin de judo d’Oued Ellil                                      | Emna Chehayder Club sportif sfaxien                                                   | Ghofrane Hendaoui Kano Club de judo de Bouhsina de Sousse Nawal Ben Slima Club sportif sfaxien                                        |

### Hommes
| Épreuves                          | Or                                                                            | Argent                                                       | Bronze |
| --------------------------------- | ----------------------------------------------------------------------------- | ------------------------------------------------------------ | --- |
| Moins de 60 kg poids super-légers | Frej Dhouibi Association sportive militaire de Tunis                          | Mohamed Laâmari Judo Club de Kairouan                        | Mohamed Amine Ayari Espérance sportive de Tunis Khalil Saïdi Association sportive de la manufacture de tabac de Kairouan                             |
| Moins de 66 kg poids mi-légers    | Houssem Khalfaoui Association sportive de la manufacture de tabac de Kairouan | Bilel Ben Ahmed Association sportive militaire de Tunis      | Mohamed Amine Sellami Stade sportif sfaxien Belhassen Louati Stade sportif sfaxien                                                                   |
| Moins de 73 kg poids légers       | Hamza Barhoumi Association sportive de la manufacture de tabac de Kairouan    | Firas Laâbidi Stade sportif sfaxien                          | Mouâadh Jallali Aigle sportif du judo de Gabès Zayd Harrathi Association sportive de la manufacture de tabac de Kairouan                             |
| Moins de 81 kg poids mi-moyens    | Abdelaziz Ben Ammar Association sportive militaire de Tunis                   | Amor Mezghanni Stade sportif sfaxien                         | Amen Khattab Aigle sportif du judo de Gabès Ahmed Nouir Hammami Espérance sportive de Tunis                                                          |
| Moins de 90 kg poids moyens       | Oussama Mahmoud Snoussi Espérance sportive de Tunis                           | Ahmed Hmaïdi Espérance sportive de Tunis                     | Mekki Guezmir Association sportive militaire de Tunis Tarek Ben Khelifa Stade sportif sfaxien                                                        |
| Moins de 100 kg poids mi-lourds   | Riadh Saïed Club sportif de la police de circulation                          | Ramzi Touati Club sportif sfaxien                            | Mourad Saânoune Club sportif des sports individuels de Mahrès Houssemeddine Arfaoui Club sportif des fonctionnaires des prisons et de la rééducation |
| Plus de 100 kg poids lourds       | Anis Ben Khaled Espérance sportive de Tunis                                   | Zied Bardi Étoile sportive du Sahel                          | Bilel Trabelsi Judo Club de Gabès Souheil Gafrachi Aigle sportif du judo de Gabès                                                                    |
| Open Toutes catégories            | Mehdi Mathali Association sportive militaire de Tunis                         | Marwène Remadi Club sportif des sports individuels de Mahrès | Mekki Guezmir Association sportive militaire de Tunis Mourad Saânoune Club sportif des sports individuels de Mahrès                                  |

### Classement par équipes
| Rang  | Nation                                                                 | Or | Argent | Bronze | Total |
| ----- | ---------------------------------------------------------------------- | -- | ------ | ------ | ----- |
| 1     | Espérance sportive de Tunis                                            | 4  | 1      | 2      | 7     |
| 2     | Association sportive de la manufacture de tabac de Kairouan            | 4  | 0      | 6      | 10    |
| 3     | Association sportive militaire de Tunis                                | 2  | 1      | 2      | 5     |
| 4     | Association des lionceaux des sports individuels de Kalâat el-Andalous | 2  | 1      | 0      | 3     |
| 5     | Club féminin de judo d’Oued Ellil                                      | 1  | 2      | 4      | 7     |
| 6     | Stade sportif sfaxien                                                  | 1  | 2      | 3      | 6     |
| 7     | Club Électro-Qods de judo de Kairouan                                  | 1  | 1      | 1      | 3     |
| 8     | Club sportif de la police de circulation                               | 1  | 0      | 1      | 2     |
| 9     | Club sportif sfaxien                                                   | 0  | 2      | 1      | 3     |
| 10    | Jeunesse féminine de judo de Kheireddine                               | 0  | 2      | 0      | 2     |
| 11    | Club sportif des sports individuels de Mahrès                          | 0  | 1      | 3      | 4     |
| 12    | Association sportive de la jeunesse féminine                           | 0  | 1      | 0      | 1     |
| -     | Étoile sportive du Sahel                                               | 0  | 1      | 0      | 1     |
| -     | Judo Club de Kairouan                                                  | 0  | 1      | 0      | 1     |
| 15    | Aigle sportif du judo de Gabès                                         | 0  | 0      | 3      | 3     |
| 16    | Judo Club de Gabès                                                     | 0  | 0      | 1      | 1     |
| -     | Club sportif des fonctionnaires des prisons et de la rééducation       | 0  | 0      | 1      | 1     |
| -     | Kano Club de judo de Bouhsina de Sousse                                | 0  | 0      | 1      | 1     |
| -     | Judo Club du Kef                                                       | 0  | 0      | 1      | 1     |
| -     | Association sportive Kaboudia de Chebba                                | 0  | 0      | 1      | 1     |
| -     | Club sportif de la sécurité nationale de la capitale                   | 0  | 0      | 1      | 1     |
| Total | Total                                                                  | 16 | 16     | 32     | 64    |